# 日本國鐵EF60型電力機車
EF60型电力机车（日语：EF60形電気機関車）是日本国有铁道的直流电力机车车型之一，适用于供电制式为1500伏直流电的电气化铁路，于1960年研制成功並投入批量生产。

## 发展历史

### 开发背景
1958年，日本国有铁道开发了ED60、ED61型电力机车，开创了日本“直流新型电力机车”的先河。与此前的旧型电力机车相比，“直流新型电力机车”具有大功率牵引电动机、架悬式驱动装置、超多段电阻调压、机车整体轻量化、粘着性能大幅提升等特点。1960年，为了满足东海道本线和山阳本线等主要干线上高速货物列车的牵引需要，日本国有铁道在之前两种四轴（Bo-Bo）机车的基础上，又成功研制了采用六轴（Bo-Bo-Bo）设计的EF60型电力机车。

### 原型车
1960年1月，首先完成试制两台原型车，其中EF60 1号机车由汽車製造、东洋电机制造负责试制，而EF60 2号机车由川崎车辆、川崎电机制造负责试制。两台机车的总体结构基本相同，车体采用整体承载式全钢焊接结构。由于EF60型电力机车的单机功率较大，并计划用于替换干线上的EH10型电力机车，因此采用了和ED46型电力机车一样的前端非贯通结构，并采用大面积前窗玻璃以改善司机的嘹望视野。此外，因为EF60型电力机车按货运机车设计，所以并没有安装为旅客列车供暖的蒸汽供暖或电气供暖设备。
调速控制方式和ED60型电力机车一样，采用超多段电阻调压、牵引电动机的串并联换接、以及磁场削弱控制来达到调速的目的，但由于牵引电动机的数量由四个增加到六个，因此采用了三段式串并联换接方式（串联、串—并联、并联）。而在ED60、ED61型电力机车上取得良好效果的轴重转移电气补偿、轮对防空转保护系统亦被EF60型电力机车继承。EF60 1号机车采用与ED60型电力机车相同的MT49型串励直流牵引电动机，而EF60 2号机车则采用MT49B型牵引电动机。
两台原型车的最大分别在于转向架。机车走行部为三台二轴摇枕式转向架，中间转向架与两端转向架不同，具有横动装置以便机车通过曲线。EF60 1号机车采用了心盘承重的DT115型两端转向架，而EF60 2号机车采用了旁承承重的DT106A型两端转向架。两者均采用DT116型中间转向架，但摇枕吊杆结构略有不同。牵引电动机采用架悬式安装方式，而驱动装置则采用车轴轴套式空心轴传动。
两台原型车出厂后均配属到吹田第二机关区（今吹田机关区）进行比较试验。由于试验结果显示EF60 1号机车对轨道的侧压力作用较小，因此采用DT115、DT116型转向架的EF60型电力机车被批准投入批量生产。

### 第一批量产车
1960年7月至9月，为满足山阳本线姬路至冈山区段完成电气化的牵引需要，川崎车辆、川崎电机制造、汽车制造、东洋电机制造生产了第一批量产车，共计12台（3～14）。量产车根据原型车的使用经验作出了一些改进，例如，将WP35型雨刮器改为安装了前窗玻璃上方；改为使用CS13A型调压开关，带有串并联换接过渡继电器。驱动装置仍采用和原型车相同的轴套式空心轴传动，但由于大齿轮直接通过弹性元件与车轮相连，因此无法将其置于完全封闭的齿轮箱内，经常因沙尘进入齿轮箱而造成齿轮啮合状态恶化，引致驱动装置发生异常振动。后来，对于之前生产的原型车和第一批量产车，均将轴套式传动装置改造成连杆式空心轴传动装置，以提高传动装置的可靠性。
基本番台的EF60型电力机车出厂时均采用国铁传统的茶色涂装（葡萄色2号）。1965年，日本国铁修订了铁路车辆涂装规定，要求所有新型直流电力机车统一采用标准色涂装，车体部分采用蓝色（青15号），车头正面下半部采用奶黄色（奶油1号）。

### 第二批量产车
1962年5月至8月，为满足东海道本线和山阳本线货物列车增发的需要，川崎车辆、川崎电机制造、汽车制造、东洋电机制造生产了第二批量产车，共计32台（15～46）。基于轴套式空心轴传动装置所暴露出来的缺点，第二批量产车改为采用传统的轴悬式传动装置。为了提高机车的运行稳定性，采用了DT115A、DT116A型转向架，固定轴距从2500毫米延长到2800毫米，机车全轴距从11700毫米延长至12320毫米，机车长度亦相应由16000毫米延长至16500毫米。除此之外，还采用了增大功率的MT52型牵引电动机，使机车小时功率提高至2550千瓦；并将齿轮传动比减小至4.44，最高运行速度提高至100公里/小时，以提高机车的高速运转性能。

### 第三批量产车
1963年7月至1964年3月，为满足山阳本线冈山至广岛区段电气化开业，以及东海道本线和山阳本线货物列车增发的需要，又生产了第三批量产车，共计37台（47～83）。这批机车配属于稻泽第二机关区和沼津机关区，替换原有的EF15型电力机车。除了之前的川崎车辆（联合川崎电机）和汽车制造（联合东洋电机）外，三菱重工业和东芝公司亦加入生产EF60型电力机车。这批机车在外观上的主要特点，是将司机室侧窗玻璃改为以H型断面的橡胶密封条固定。

### 第四批量产车

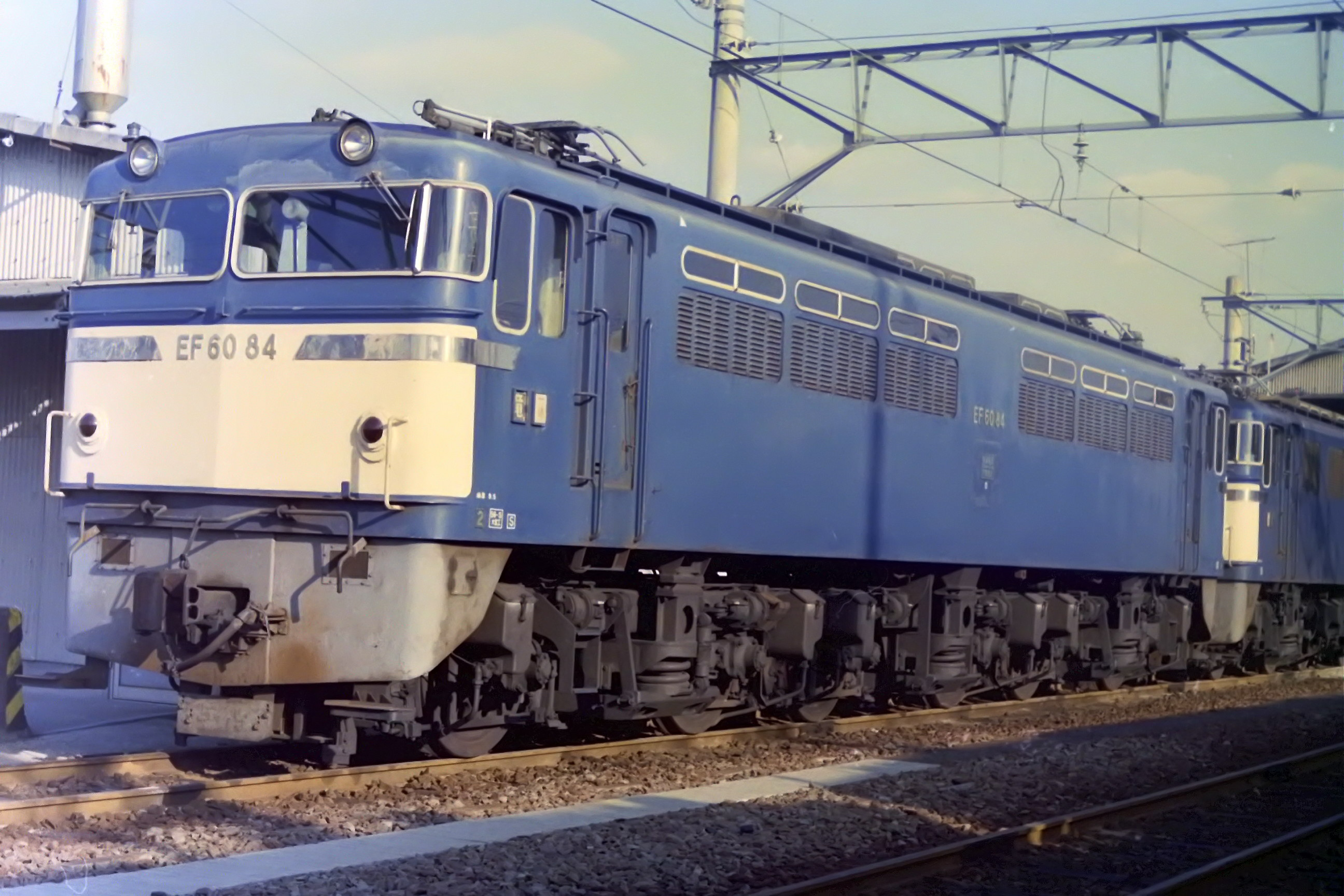
EF60 84号机车（1986年）

1964年4月至7月，因应中央本线甲府至上诹访区段电气化开业，以及上越线、高崎线、东北本线货物列车增发的需要，汽车制造、东洋电机、东芝公司、川崎车辆生产了第四批量产车，共计16台（84～99）。这批机车配属于沼津机关区、米原机关区、吹田第二机关区，替换原有的EF15型电力机车。
与之前生产的量产车相比，这批机车在车体外观上有较大变化，采用了与EF65型电力机车统一的车体外观，车体侧墙上设有平行排列的通风口和采光玻璃窗；而原本安装在两端车顶中央的单灯式前照灯，亦改为两盏较小的前照灯。除此之外，还更换了司机室内部分设备，及改用LA15型避雷针。

### 第五批量产车
1964年7月至10月，为满足上越线、高崎线、东北本线、山手线货物列车增发的需要，汽车制造、东洋电机、东芝公司、川崎车辆生产了第五批量产车，共计30台（100～129）。这批机车当时配属于沼津、滨松、稻泽第二、米原、吹田第二、高崎第二机关区，替换原有的EF15型电力机车。

### 500番台

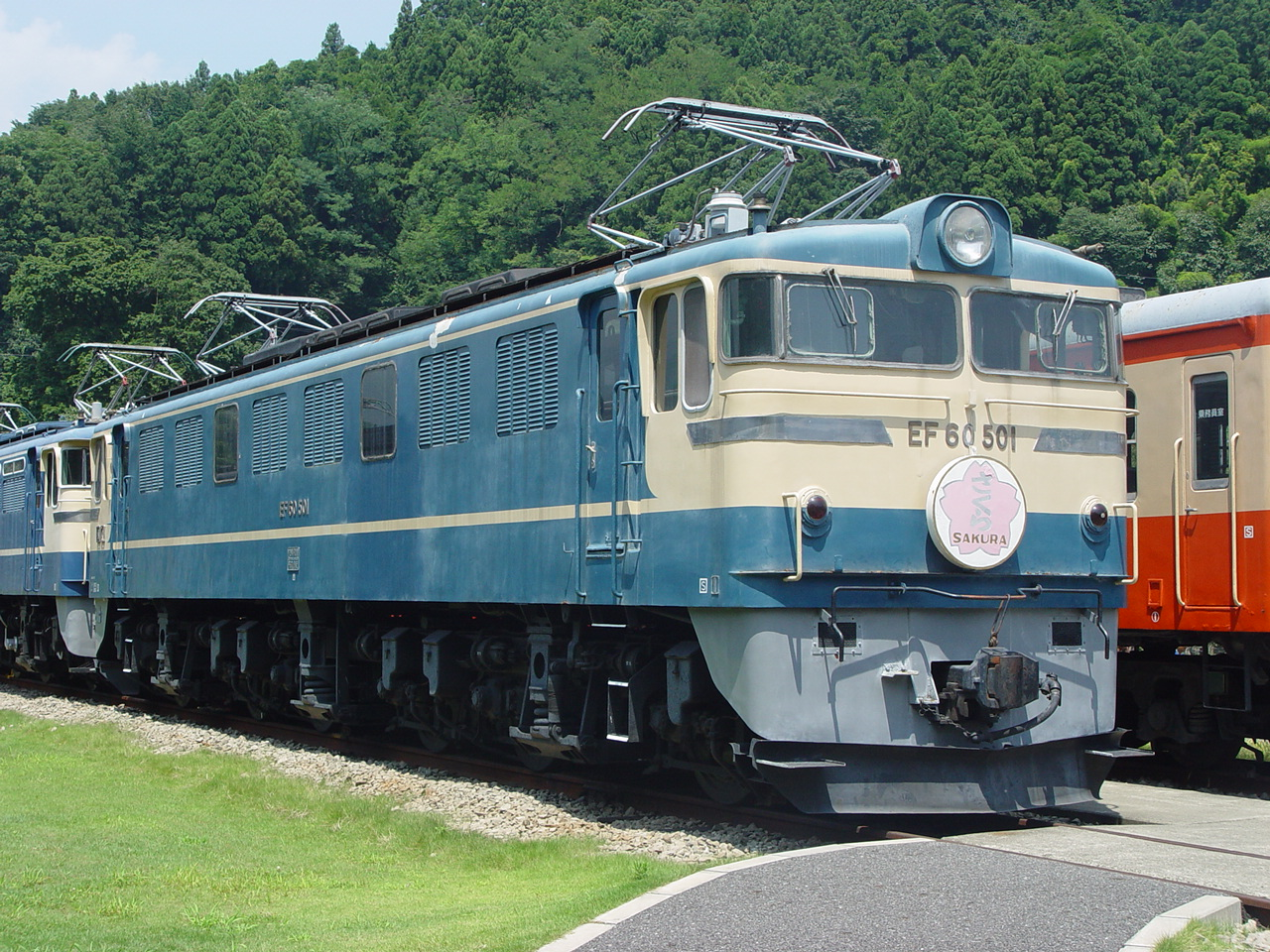
寝台特急色涂装的EF60 501号机车

1960年代初，越来越多的寝台特急列车换型为20系客车，同时这些“蓝色列车”亦逐步扩大编组以应付客流增长。1963年10月至1964年7月间，为了满足旅客列车的牵引需要，汽车制造、东洋电机、川崎车辆、三菱重工业特别生产了EF60型500番台电力机车，共计14台（501～514）。这批机车的牵引性能和其他EF60型电力机车并无分别，只是按照牵引20系客车的需要作出了一些适应性改造。
外观上，501～511号机车的车体与第三批量产车相同，而512～514号机车的车体则与第四批量产车相同。机车上安装了与20系客车乘务员室相连的有线电话，以及在架空接触网电压异常时使电源车能够快速降弓和停止电动发电机的紧急开关，机车两端设有KE59型电气连接器与列车相连。为配合“蓝色列车”的形象，这批机车亦采用了寝台特急涂装，车体以深蓝色（青15号）为主色，车头部分采用奶黄色（奶油1号），两侧各有一条奶黄色色带，另外还在两端增加了列车标志的挂架。
1975年以后，由于EF60型500番台电力机车已经不再用于牵引旅客列车，因此车身涂装也恢复为直流新型电力机车的标准色，并取消了机车两端的KE59型电气连接器。

## 运用

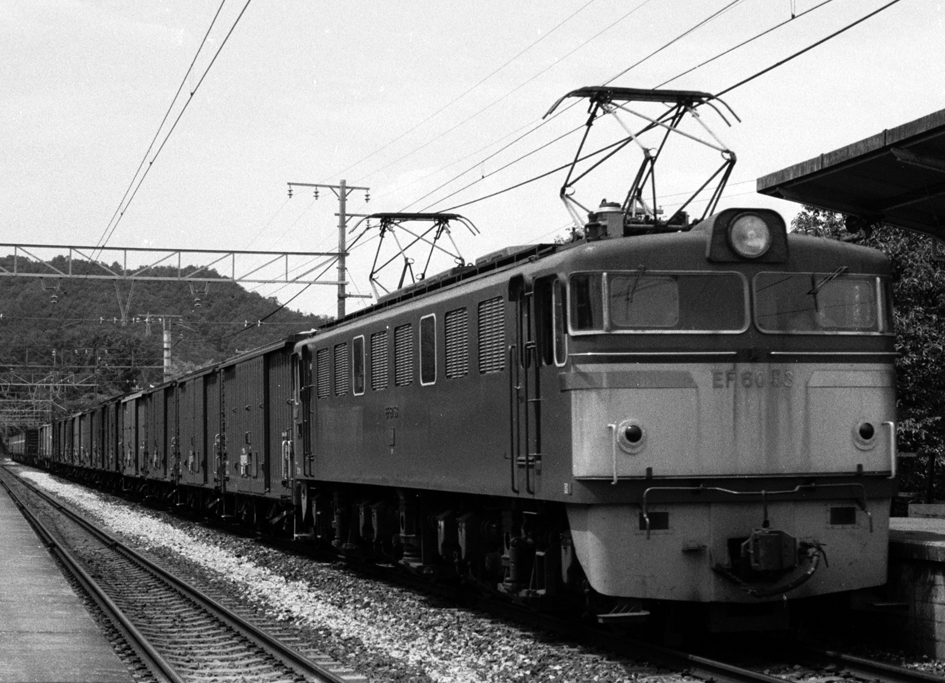
EF60型电力机车牵引宇野线的货物列车（1983年）

EF60型电力机车投入运用初期，0番台机车主要担当东海道本线、山阳本线的高速货物列车牵引任务，而500番台机车主要担当东京往九州方向的寝台特急列车牵引任务，例如“隼号”、“富士号”、“瑞穗号”、“朝风号”列车。1964年，山阳本线横川至小郡（今新山口）区段完成电化改造后，500番台在日间还会担当濑野至八本松区间（简称“濑野八”）的补机任务。
然而，由500番台机车是在货运机车的基础上改良而成，高速性能相对较差而不太适合用于牵引特急列车高速运行，尤其当机车连续高速运行时长时间使用40%磁场削弱，使牵引电动机频繁发生环火故障，因此于1964年底禁止使用40%、49%磁场削弱。1965年，高速性能更好的EF65型500番台电力机车开始在东海道本线和山阳本线投入服务。1968年，随着20系客车改装电控空气制动机，EF60型500番台电力机车亦不再用来牵引定期寝台特急列车。
此后，所有EF60型电力机车均用于牵引东海道本线、山阳本线的货物列车。1970年代末，为了淘汰首都圈地区的旧型货运电力机车，EF60型电力机车投入中央本线、高崎线、两毛线等铁路运用。至1980年代中期，由于机车逐渐老化、货物列车减少，EF60型电力机车开始逐步分批报废。1985年4月，高崎第二机关区（今高崎机关区）、沼津机关区、稻泽机关区、岡山机关区、广岛机关区仍配属EF60型电力机车。
1986年3月，高崎第二机关区的部分EF60型电力机车转配属龙华机关区，并投入阪和线和纪势本线运用，用来淘汰该线原本使用的EF58型电力机车，这些机车均加装了总风管以满足12系客车的空气弹簧及气动车门的用风需要。同年11月，阪和线和纪势本线的旅客列车全部改由113系、165系电力动车组担当，龙华机关区的EF60型电力机车亦同时停运报废。绝大部分EF60型电力机车都在国铁分割民营化之前报废。

## 改造

### EF61型200番台
1977年至1979年，为了替換“濑野八”区间的EF59型电力机车，对采用空心轴传动的EF60型电力机车原型车及第一批量产车进行了改造，以担任该区间的补机任务，完成改造后被改称为EF61型200番台。按原本计划改造对象包括全数14台机车，但因为在使用过程中发现其重联控制系统存在缺陷，因此仅完成八台机车之后即停止改造。

### EF67型基本番台
1982年，为了尽快淘汰EF59型电力机车，日本国铁在EF60型电力机车的第四、五批量产车之中选取了其中三台机车来进行改造，投入到濑野八区间使用，完成改造后被改称为EF67型基本番台。

## 技术数据
| 车型                  | 原型车                      | 原型车                       | 量产车                               | 量产车                               | 量产车                               | 量产车                               | 量产车                               | 量产车                               |
| 车型                  | 原型车                      | 原型车                       | 第一批                               | 第二批                               | 第三批                               | 第四批                               | 第五批                               | 500番台                              |
| --------------------- | --------------------------- | ---------------------------- | ------------------------------------ | ------------------------------------ | ------------------------------------ | ------------------------------------ | ------------------------------------ | ------------------------------------ |
| 车号                  | 1                           | 2                            | 3～14                                | 15～46                               | 47～83                               | 84～99                               | 100～129                             | 501～511                             |
| 制造商                | 东洋电机、汽车制造          | 川崎车辆、川崎电机           | 汽车制造、川崎车辆、三菱重工業、東芝 | 汽车制造、川崎车辆、三菱重工業、東芝 | 汽车制造、川崎车辆、三菱重工業、東芝 | 汽车制造、川崎车辆、三菱重工業、東芝 | 汽车制造、川崎车辆、三菱重工業、東芝 | 汽车制造、川崎车辆、三菱重工業、東芝 |
| 轨距                  | 1,067mm                     | 1,067mm                      | 1,067mm                              | 1,067mm                              | 1,067mm                              | 1,067mm                              | 1,067mm                              | 1,067mm                              |
| 轴式                  | Bo-Bo-Bo                    | Bo-Bo-Bo                     | Bo-Bo-Bo                             | Bo-Bo-Bo                             | Bo-Bo-Bo                             | Bo-Bo-Bo                             | Bo-Bo-Bo                             | Bo-Bo-Bo                             |
| 受流电压              | DC 1500V                    | DC 1500V                     | DC 1500V                             | DC 1500V                             | DC 1500V                             | DC 1500V                             | DC 1500V                             | DC 1500V                             |
| 机车长度（毫米）      | 16,000                      | 16,000                       | 16,000                               | 16,500                               | 16,500                               | 16,500                               | 16,500                               | 16,500                               |
| 机车宽度（毫米）      | 2,800                       | 2,800                        | 2,800                                | 2,800                                | 2,800                                | 2,800                                | 2,800                                | 2,800                                |
| 机车高度（毫米）      | 3,814                       | 3,814                        | 3,814                                | 3,819                                | 3,819                                | 3,819                                | 3,819                                | 3,819                                |
| 整备重量（吨）        | 96.0                        | 96.0                         | 96.0                                 | 96.0                                 | 96.0                                 | 96.0                                 | 96.0                                 | 96.0                                 |
| 驱动方式              | 轴套式空心轴传动            | 轴套式空心轴传动             | 轴套式空心轴传动                     | 轴悬式                               | 轴悬式                               | 轴悬式                               | 轴悬式                               | 轴悬式                               |
| 牵引电动机            | MT49 × 6                    | MT49B × 6                    | MT49B × 6                            | MT52 × 6                             | MT52 × 6                             | MT52 × 6                             | MT52 × 6                             | MT52 × 6                             |
| 传动齿轮比            | 15:82=1:5.466               | 15:82=1:5.466                | 15:82=1:5.466                        | 16:71=1:4.44                         | 16:71=1:4.44                         | 16:71=1:4.44                         | 16:71=1:4.44                         | 16:71=1:4.44                         |
| 小时功率（千瓦）      | 2,340                       | 2,340                        | 2,340                                | 2,550                                | 2,550                                | 2,550                                | 2,550                                | 2,550                                |
| 持续牵引力（公斤）    | 19,200                      | 19,200                       | 19,200                               | 23,400                               | 23,400                               | 23,400                               | 23,400                               | 23,400                               |
| 最高速度（公里/小时） | 90                          | 90                           | 90                                   | 100                                  | 100                                  | 100                                  | 100                                  | 100                                  |
| 持续速度（公里/小时） | 44.7                        | 44.7                         | 44.7                                 | 39                                   | 39                                   | 39                                   | 39                                   | 39                                   |
| 转向架                | DT115（两端） DT116（中间） | DT106A（两端） DT116（中间） | DT115（两端） DT116（中间）          | DT115A（两端） DT116A（中间）        | DT115A（两端） DT116A（中间）        | DT115A（两端） DT116A（中间）        | DT115A（两端） DT116A（中间）        | DT115A（两端） DT116A（中间）        |
| 制动机                | EL14AS型自动空气制动机      | EL14AS型自动空气制动机       | EL14AS型自动空气制动机               | EL14AS型自动空气制动机               | EL14AS型自动空气制动机               | EL14AS型自动空气制动机               | EL14AS型自动空气制动机               | EL14AS型自动空气制动机               |

## 车辆保存

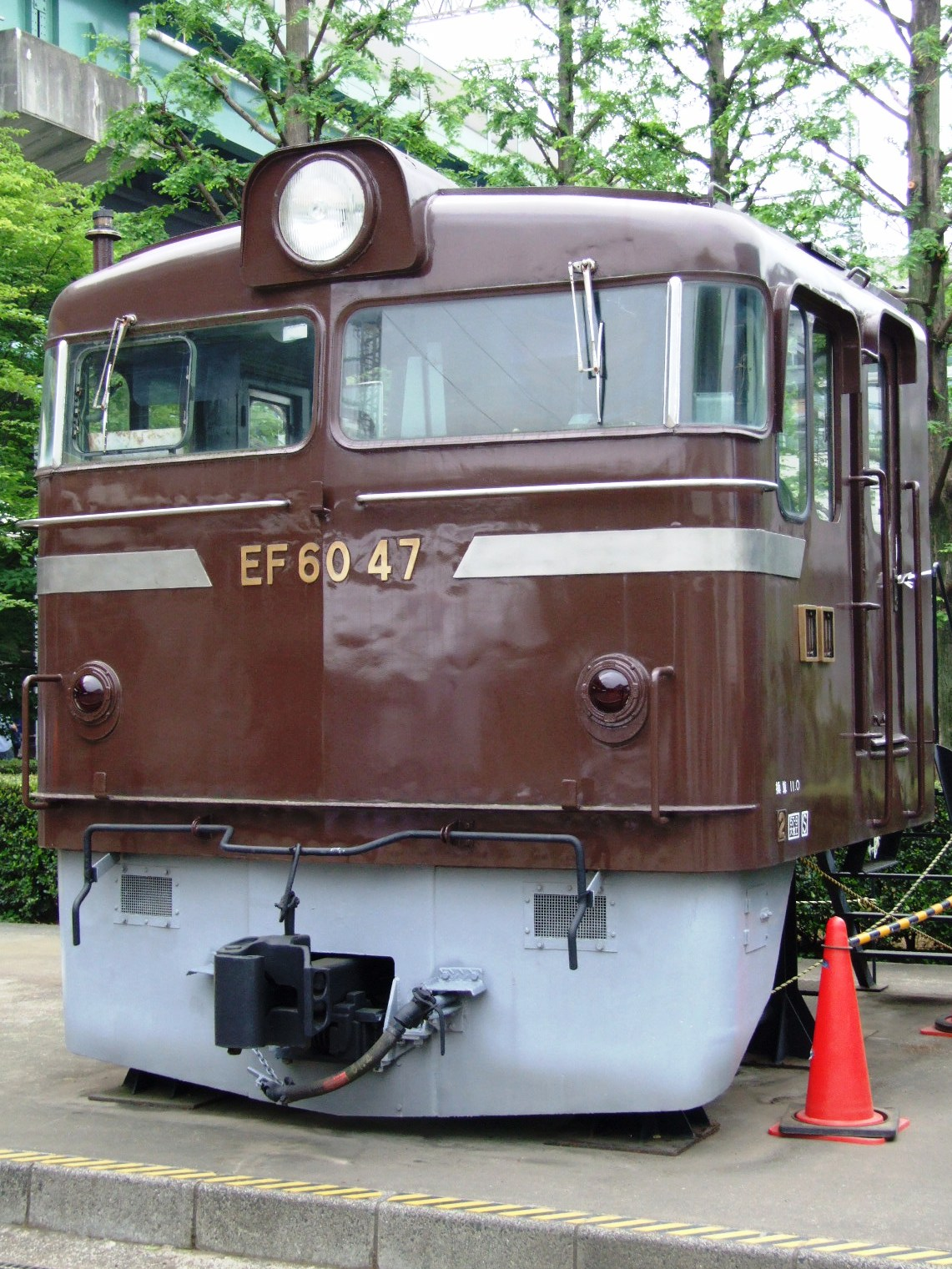
EF60 47号机车的司机室部分，并且恢复到最初的葡萄色涂装

### 动态保存
若不包括由EF60型电力机车改造而成的EF61、EF67型电力机车，EF60 19号机车则是目前唯一一台处于动态保存状态的EF60型电力机车，至今仍然用于牵引上越线、信越本线的临时列车、两毛线的工务列车、以及高崎周边的配给列车。
该机车由汽车制造和东洋电机制造，于1962年8月3日交付使用，先后配属新鹤见机关区和滨松机关区，至1981年7月转配属高崎第二机关区。1986年，EF60 19号机车被指定为“和平号”临时团体列车的牵引机车，为配合该列车的主题涂装，机车亦采用了相同的色彩，即以白色为底色，并配上红色和蓝色的色带。1987年，国铁分割民营化之后该机车由东日本旅客铁道（JR东日本）继承，仍继续配属于高崎运转所（今高崎车辆中心高崎支所）。
1988年7月起，作为日美友好亲善活动的其中一个项目，一列由50系客车改造而成的“美国列车”在日本各地巡回运转，并指定由EF60 19号机车担当牵引任务，机车和客车均同样披上了星条旗风格的涂装。翌年，“美国列车”完成全国运转后，这台机车又恢复为之前的“和平号”列车主题涂装。2001年，“和平号”客厅列车停运报废后，EF60 19号机车仍继续使用该涂装，并经常用于牵引各种临时团体列车。
2007年，JR东日本对其进行了全面检查，并加装了移动数字通信设备，同时亦将车体涂装更换为直流新型电力机车的标准色。2010年1月，机车第二端的前照灯不再采用两盏密封光束灯，而是还原成出厂状态时的一盏白炽灯。

### 静态保存
三台机车获得整车静态保存。
- EF60 123号机车：保存于足利站前。
- EF60 501号机车：保存于碓冰岭铁道文化村。
- EF60 510号机车：保存于大宫综合车辆中心（日语：大宮総合車両センター）。

三台机车的司机室部分得到保存。
- EF60 47号机车：保存于大宫综合车辆中心。
- EF60 116号机车：保存于埼玉县川口市，私人拥有。
- EF60 128号机车：保存于千叶县富津市。

三台机车曾经保存过一段时间，但后来被解体。
- EF60 15号机车：曾经保存于JR东日本高崎运转所，后因保存状态恶化而解体处理。
- EF60 16号机车：曾经保存于JR货物高崎机关区，后因保存状态恶化而解体处理。
- EF60 128号机车：曾经保存于JR西日本宫原综合运转所（日语：宮原総合運転所），至2008年11月17日解体。